# Cechówka (leśnictwo)

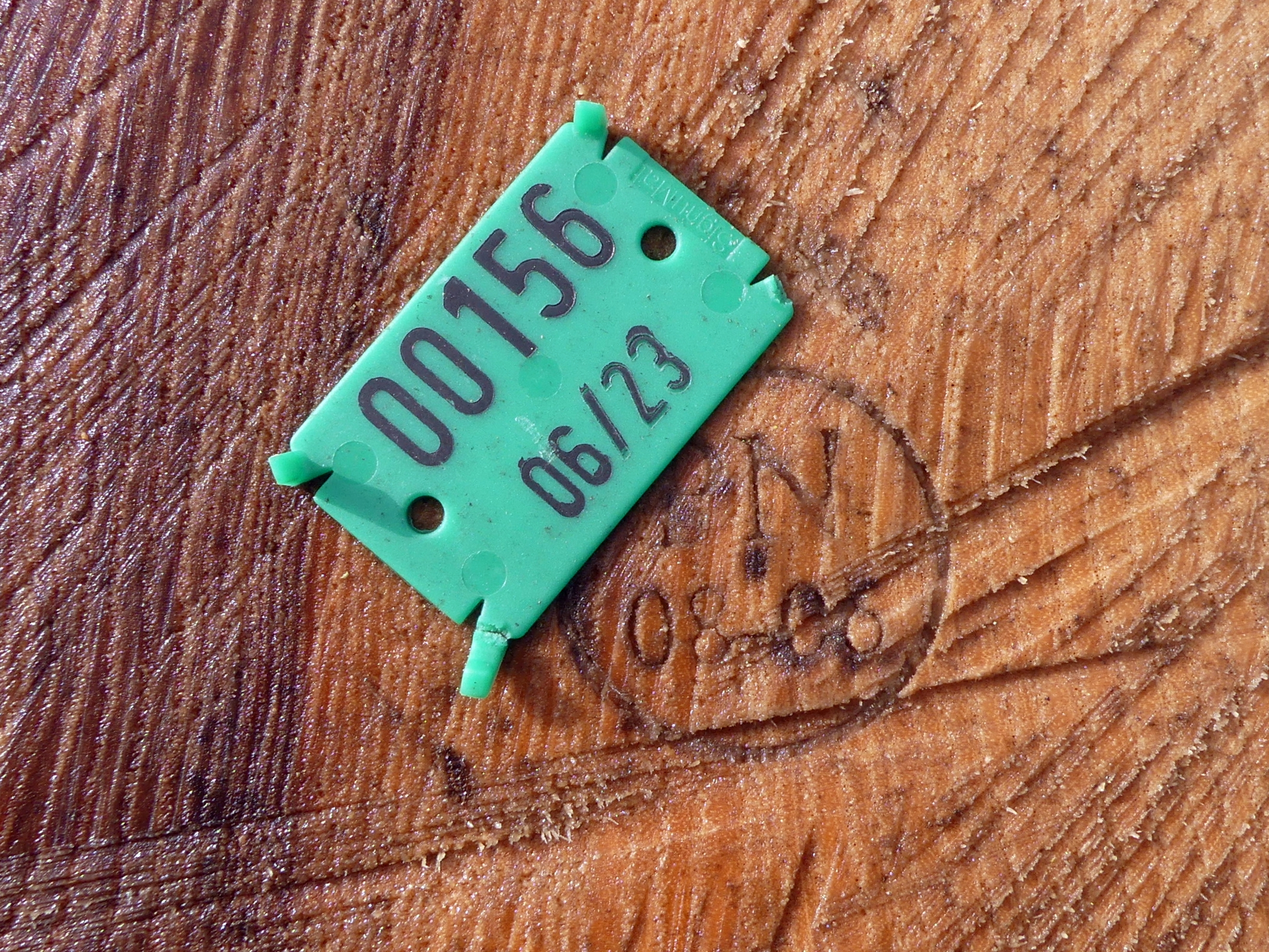
Współczesny numer ewidencyjny oraz odcisk cechówki leśnej na ściętym pniu

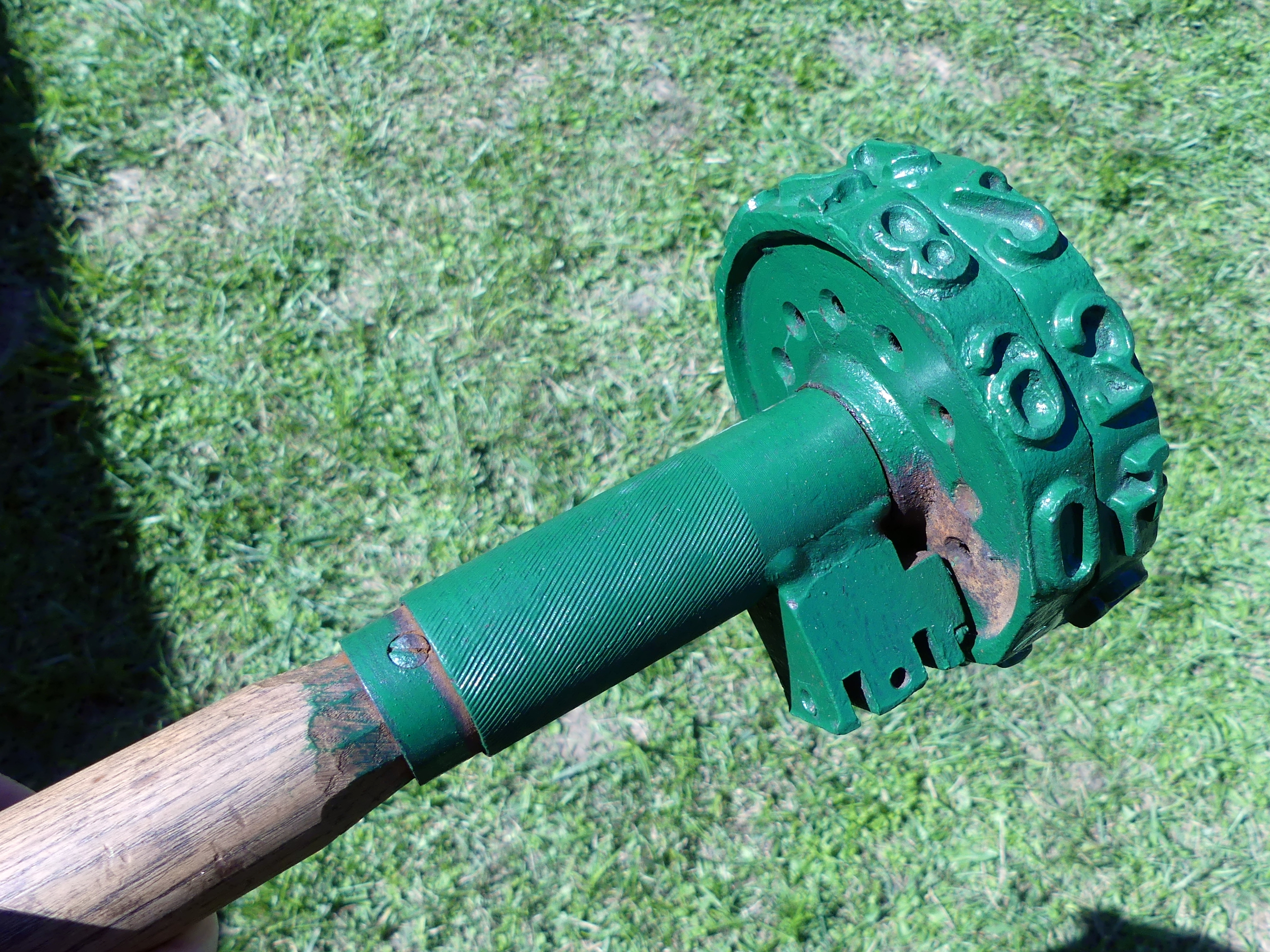
Numerator używany do 1988 roku przez służby leśne w Polsce

Cechówka - przyrząd podobny do młotka, służący do odbijania na drewnie znaku (cechy) nadleśnictwa oraz numeru ewidencyjnego. Znak cechówki oraz tabliczka z numerem na ściętym drewnie świadczy o jego legalnym pochodzeniu.

## Rodzaje cechówek
- cechówka odbiorcza - odbijająca znak koła na przekroju odziomkowym i wierzchołkowym odbieranego drewna oraz na drzewach przeznaczonych do wyrębu, pniach po drzewach usuniętych ze względów sanitarnych (użytki przygodne). Od 1988 roku do odbioru drewna w Lasach Państwowych stosuje się numerator, gdzie cecha drewna zostaje zastąpiona przez plastikową tabliczkę z kolejnym numerem sztuki ( lub stosu drewna) i numerem jednostki organizacyjnej (nadleśnictwa i leśnictwa)[1][2].
- cechówka kontrolna - odbijająca znak kwadratu na drewnie skontrolowanym pod względem ilości i jakości przez osobę do tego upoważnioną,
- cechówka defraudacyjna - odbijająca znak trójkąta na przekroju odziomkowym i wierzchołkowym odzyskanego, skradzionego wcześniej drewna.

### Tabliczki cechowe
Plastikowe tabliczki cechowe w Polsce stosuje się w kolorach oznaczających pochodzenie drewna np.:
- czerwona – drewno pochodzi z Lasów Państwowych,
- niebieska - drewno pochodzi z lasu prywatnego,
- zielona – drewno pochodzi z parku narodowego,
- żółta - drewno pochodzi z lasów zasobu Własności Rolnej Skarbu Państwa[3].